# Simone Missick
Simone Missick (geboren als Simone Cook; Detroit, 19 januari 1982) is een Amerikaans actrice. Ze is mede bekend van haar rol als Misty Knight in de serie Luke Cage, een rol die ze ook speelt in de miniserie The Defenders en het tweede seizoen van Iron Fist.

## Biografie
Missick nam haar huidige achternaam aan nadat ze in februari 2012 trouwde met acteur Dorian Missick. Samen speelden ze onder meer in het tweede seizoen van Luke Cage. Voor het begin van haar acteercarrière studeerde ze aan de British American Drama Academy in Oxford. Hier kreeg ze onder meer les van Ben Kingsley, Alan Rickman en Jane Lapotaire.
Een doorbraakrol was die van Misty Knight in de serie Luke Cage, die ze vanaf het eerste seizoen vervulde. In deze rol keerde Missick daarna terug in de miniserie The Defenders en het tweede seizoen van de serie Iron Fist. In mei 2019 werd ze gecast in de rol van rechter Lola Carmichael, de hoofdrol in de serie All Rise.

## Filmografie

### Films
| Jaar | Film                 | Rol          | Opmerkingen   |
| ---- | -------------------- | ------------ | ------------- |
| 2003 | The Epicureans       | Jamie        |               |
| 2008 | The Road to Sundance | Reese Knight |               |
| 2009 | Brotherlee           | Tamar        | korte film    |
| 2011 | Look Again           | Anna         | korte film    |
| 2012 | A Taste of Romance   | Elise        | televisiefilm |
| 2012 | Voicemail            | Wendy Peters | korte film    |
| 2013 | Douglass U           | Tasha        |               |
| 2015 | Black Card           | Lona         | korte film    |
| 2016 | The Big Chop         | Kris         | korte film    |
| 2018 | Jinn                 | Jade         |               |
| 2019 | #Truth               | Lanie Cooper |               |

### Televisie
| Jaar      | Film              | Rol              | Afleveringen* |
| --------- | ----------------- | ---------------- | ------------- |
| 2016–2018 | Luke Cage         | Misty Knight     | 26            |
| 2017      | American Koko     | Grace            | 4             |
| 2017      | The Defenders     | Misty Knight     | 5             |
| 2018      | Iron Fist         | Misty Knight     | 6             |
| 2018–2019 | Tell Me a Story   | Mariana Reynolds | 2             |
| 2019–2022 | All Rise          | Lola Carmichael  | 49            |
| 2020      | Altered Carbon    | Trepp            | 8             |
| 2025      | Government Cheese | Astoria Chambers | 9             |

* Exclusief eenmalige gastrollen